# チョコレート・ヒルズ

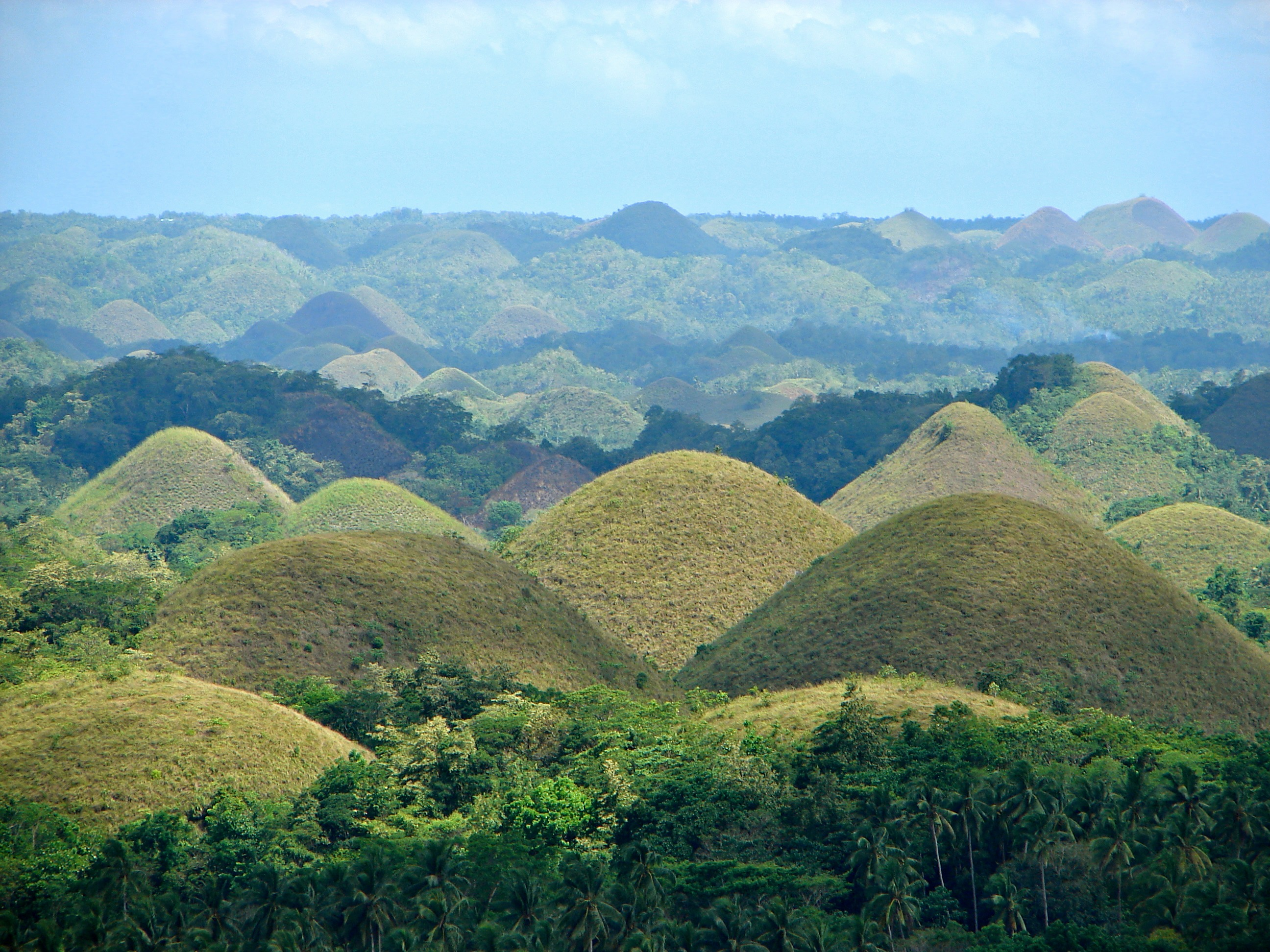
ボホール州カーメンのチョコレート・ヒルズ。

チョコレート・ヒルズが描きこまれた、ボホール州の旗。

チョコレート・ヒルズ（英語: Chocolate Hills、セブアノ語: Mga Bungtod sa Tsokolate、フィリピン語: Mga Tsokolateng Burol）は、フィリピンのボホール州にある、地質学上の特異な地形。一帯には少なくとも 1,260の丘があり、一説には50平方キロメートル (20 sq mi)以上の広さにわたって 1,776の丘があるとされる。丘は緑の草で覆われており、乾季（秋）に入るとこれが枯れて茶色に変わり、チョコレートのような色合いになることから、この名が付いている。
チョコレート・ヒルズは、ボホール州の著名な観光地のひとつである。ボホール州の旗や、紋章にも、州の豊かな自然の魅力を象徴するものとして描きこまれている。チョコレート・ヒルズは、フィリピン観光庁のフィリピンの代表的観光地のリストに入っており、フィリピンで3件目の国家地質学記念物 (National Geological Monument) で、UNESCOの世界遺産の候補としても提案されている。

## 概要

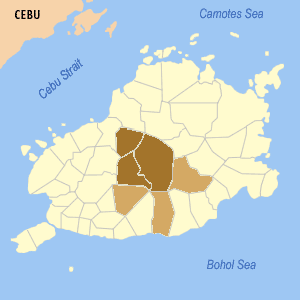
チョコレート・ヒルズの位置を示す地図。濃い茶色はチョコレート・ヒルズが最も集中しているボホール州の基礎自治体サグバヤン、バトゥアン、カーメンを示している。薄い茶色は、やや集中の程度は劣るものの分布があるビラー、シエラ・ブロネス、バレンシアを示している。

チョコレート・ヒルズは、干し草を積み上げたような形状の、ほぼ円錐形で対称的な丘が連なる、起伏の多い地形である。小丘の数は、1,268から1,776とされており、円錐状のものや、ドーム状のものがあるが、これらは草に覆われた石灰岩である。ドームの大きさは、 高さが30 - 50メートル (98 - 164 ft)ほどであり、最も高いものは120メートル (390 ft)の高さがある。このユニークな何百もの小丘群は、ボホール州の主要な観光地となっており、カーメン、バトゥアン、サグバヤンにまたがって広がっている。
乾季には、丘を覆う草は枯れ、チョコレート色になる。そうなると、この地域は、まるで限りなく「チョコレート・キス」が並んでいるような状態になる。この有名なブランド物の菓子との連想が、チョコレート・ヒルズという名称の背景にある。

### 植生
チョコレート・ヒルズの植生は、チガヤ (Imperata cylindrica) やナンゴクワセオバナ (Saccharum spontaneum) などの草によって占められている。キク科のいくつかの種や、シダ植物類も生えている。丘と丘の間には平坦地があり、米などの商品作物が栽培されている。しかし、チョコレート・ヒルズにおける自然な植生は採石活動によって脅威にさらされている。

### 起源
チョコレート・ヒルズは、カルスト地形のひとつである円錐状の丘であり、スロベニア、クロアチア、プエルトリコ北部、キューバのピナール・デル・リオ州などの石灰岩地域に見られるものと同様の地形である。これらの丘は、鮮新世後期から更新世初めにかけて形成された、薄くあるいは中程度に堆積した、砂質ないし粗石の海洋性石灰岩から成っている。こうした石灰岩には、浅い海洋に由来する有孔虫、サンゴ、軟体動物、藻類などの化石が豊富に含まれている。円錐状の丘は、地形学ではコックピット・カルスト (cockpit karst) といい、石灰岩が、地殻変動によって海面上に隆起し、破砕され、さらに雨水や、地表面状の流水、地下水などによって侵食された結果、形成されたものである。それぞれの丘は、よく発達した平坦な土地によって区切られており、多数の洞窟や湧水がある。チョコレート・ヒルズは、円錐状カルスト地形の特徴的な事例と考えられている。
チョコレート・ヒルズの円錐状カルスト地形の起源は、ボホール州カーメンの展望台に設置された青銅のプラークに平易な言葉で説明されている。このプラークは、硬くなった粘土層の上に、海洋性石灰岩の一種が侵食された形で載っている、と述べている。プラークには、以下のように記されている。
このユニークな土地は、ボホールのチョコレート・ヒルズとして知られ、太古の昔にサンゴ堆積物が隆起して雨水の作用で浸食されたものです。
このプラークには、チョコレート・ヒルズの起源について空想的な、つまり、Hillmer や Travaglia and othersのような公刊された科学的研究では支持されていない説明も、言及されている。
草に覆われた丘は、かつてはサンゴ礁でしたが、大規模な地質学的変動によって海から噴出しました。風や水の作用で数十万年以上の時間を経て今の姿になっています。
ネット上の、著者自らが公表しているような、人気のあるウェブページには、丘の起源について、空想的で、信頼性の低い様々な説が述べられている。その中には、海底火山の作用であるとか、活火山がカタストロフィー的な噴火を起こして崩壊し、石灰岩に覆われたブロックが形成されたとか、大規模な地質学的変動が起きた結果サンゴ礁が海中から隆起したとか、潮汐の作用が関わっているといった説などがある。チョコレート・ヒルズでは、火山の噴出物などの痕跡は何も見つかっておらず、火山の噴火活動が関わっているという、広まっている理解は誤りである。こうした説は、突然、大規模な地質学上の変動が生じ、サンゴ礁が海から噴出したとか、潮汐が作用したなどというが、そのような現象に伴って生じるはずの痕跡の証拠はなく、地質学者によってはいっさい支持されていない。

### 伝説
チョコレート・ヒルズの形成については、3つの伝説がある。
まず最初に、2人の巨人が争い、岩石や砂を投げ合ったという内容である。この争いは何日も続き、巨人たちは共に疲れ果ててしまった。疲れ切ってみると、彼らは争いの理由を忘れてしまい友人となったが、この場を離れる際、争って荒らした場所の後始末を忘れために、チョコレート・ヒルズができたのだという。
次に、アロゴ (Arogo) という、屈強な若い巨人についてのロマンティックな伝説がある。アロゴは、アロヤ (Aloya) という普通の人間と恋に落ちるが、アロヤに先立たれてしまう。アロゴはその死を悼み、悲しみのあまり泣き止むことができなくなった。その涙が乾いた時に、チョコレート・ヒルズができ上がっていたのだという。
3つ目の伝説は、巨大なカラバオ（スイギュウの一種）が登場する内容である。町を荒らし、収穫物を全部食べてしまうガラパオに住人たちは業を煮やし、腐った食物を集めてはカラバオの目に付く場所に置いた。目論見通り、カラバオはそれを食べたが、腹を下して排便を繰り返したために糞の山々が残された。糞の山は乾燥し、チョコレート・ヒルズになったという。

## 観光開発

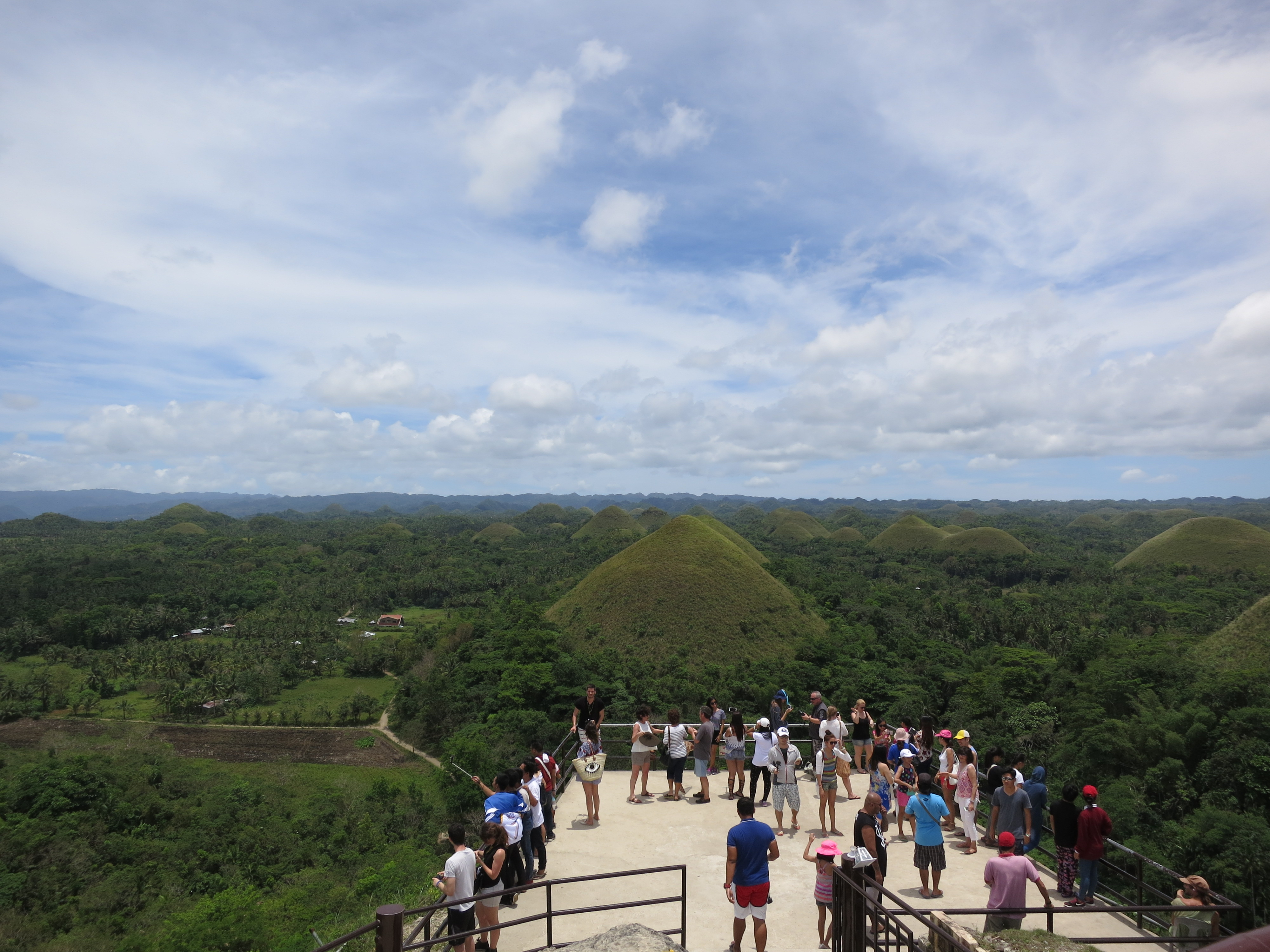
展望台の観光客。

2006年の時点で、1,247ヶ所あるとされる丘のうちの2ヶ所が、観光客を迎え入れる施設として整備されている。
最初に設けられたチョコレート・ヒルズの展望台は、「チョコレート・ヒルズ・コンプレックス (Chocolate Hills Complex)」と名付けられた公営の観光施設で、タグビラランからおよそ55 km (34マイル)離れたボホール州カーメンにある。もう一つの展望台は、サグバヤンにある山のリゾート「サグバヤン・ピーク (Sagbayan Peak)」である。こちらは、隣町のカーメンにある「チョコレート・ヒルズ・コンプレックス」から18 km (11マイル)ほど離れている。

## ギャラリー

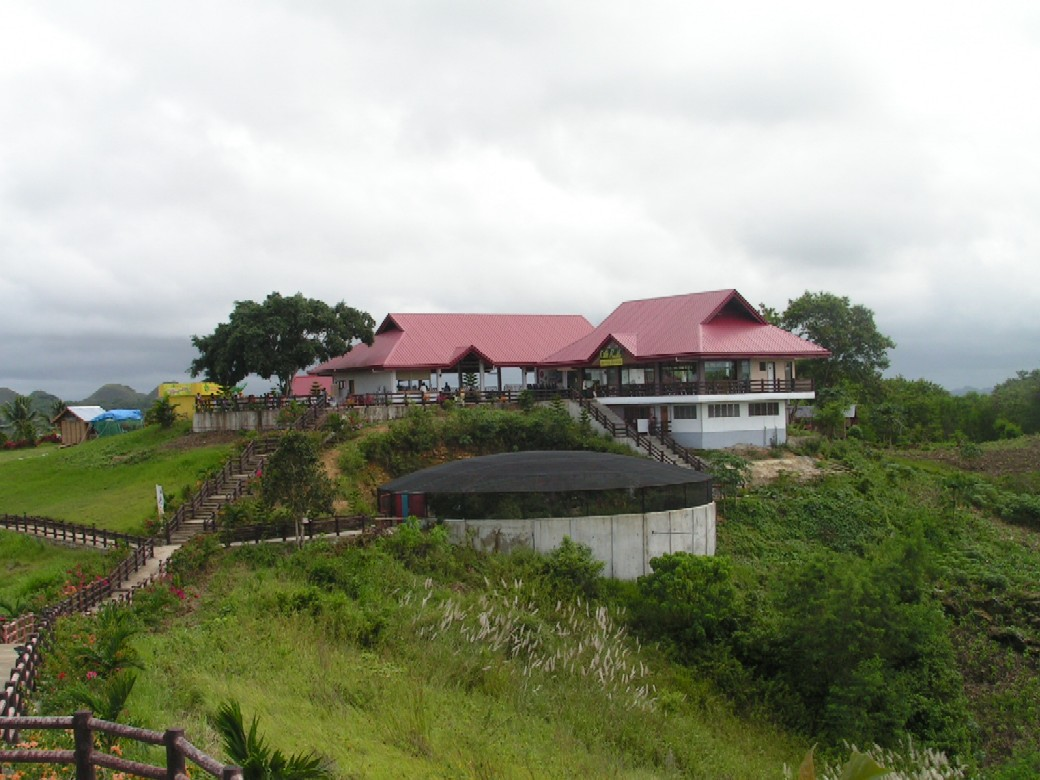
サグバヤン・ピーク
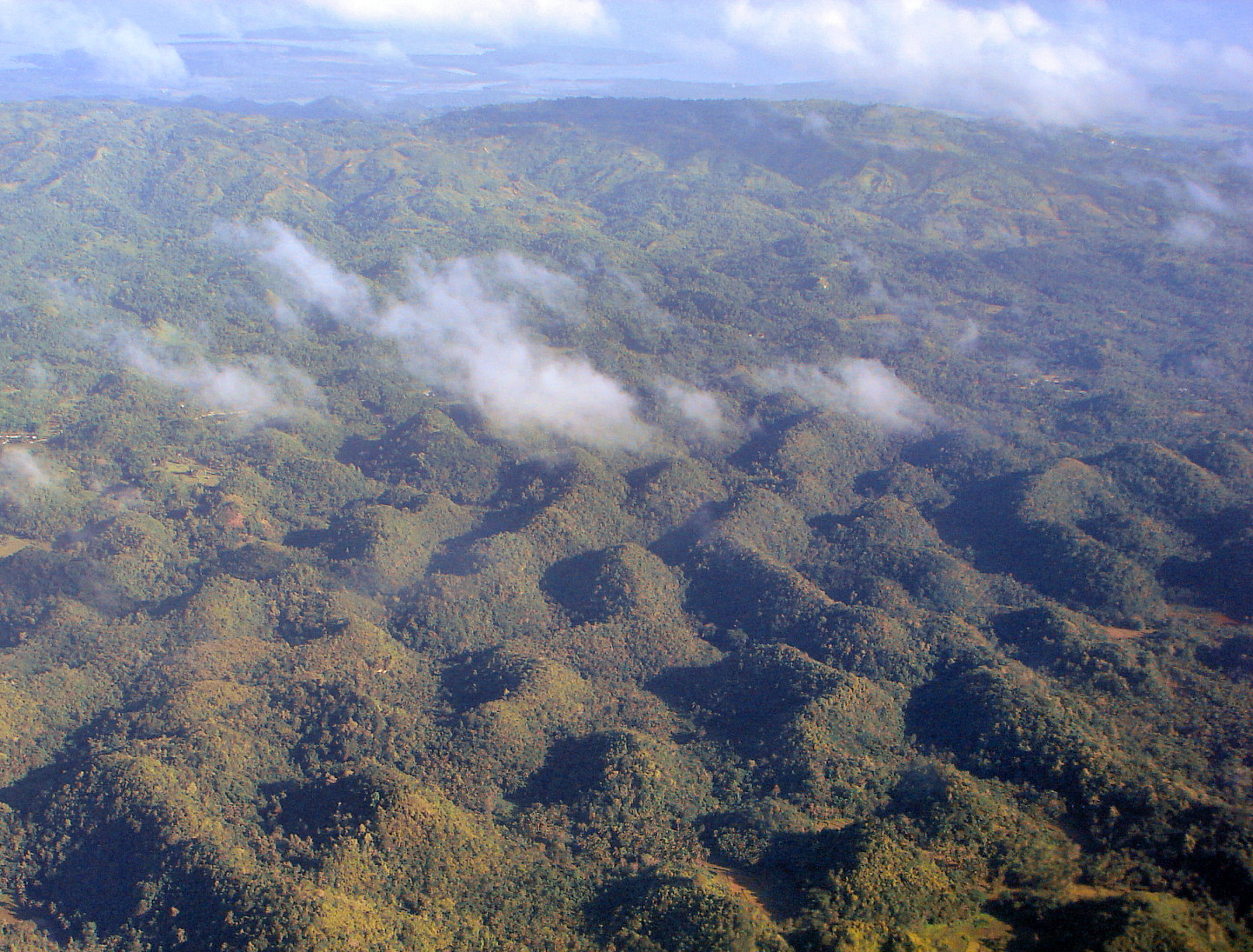
空から見たチョコレート・ヒルズ
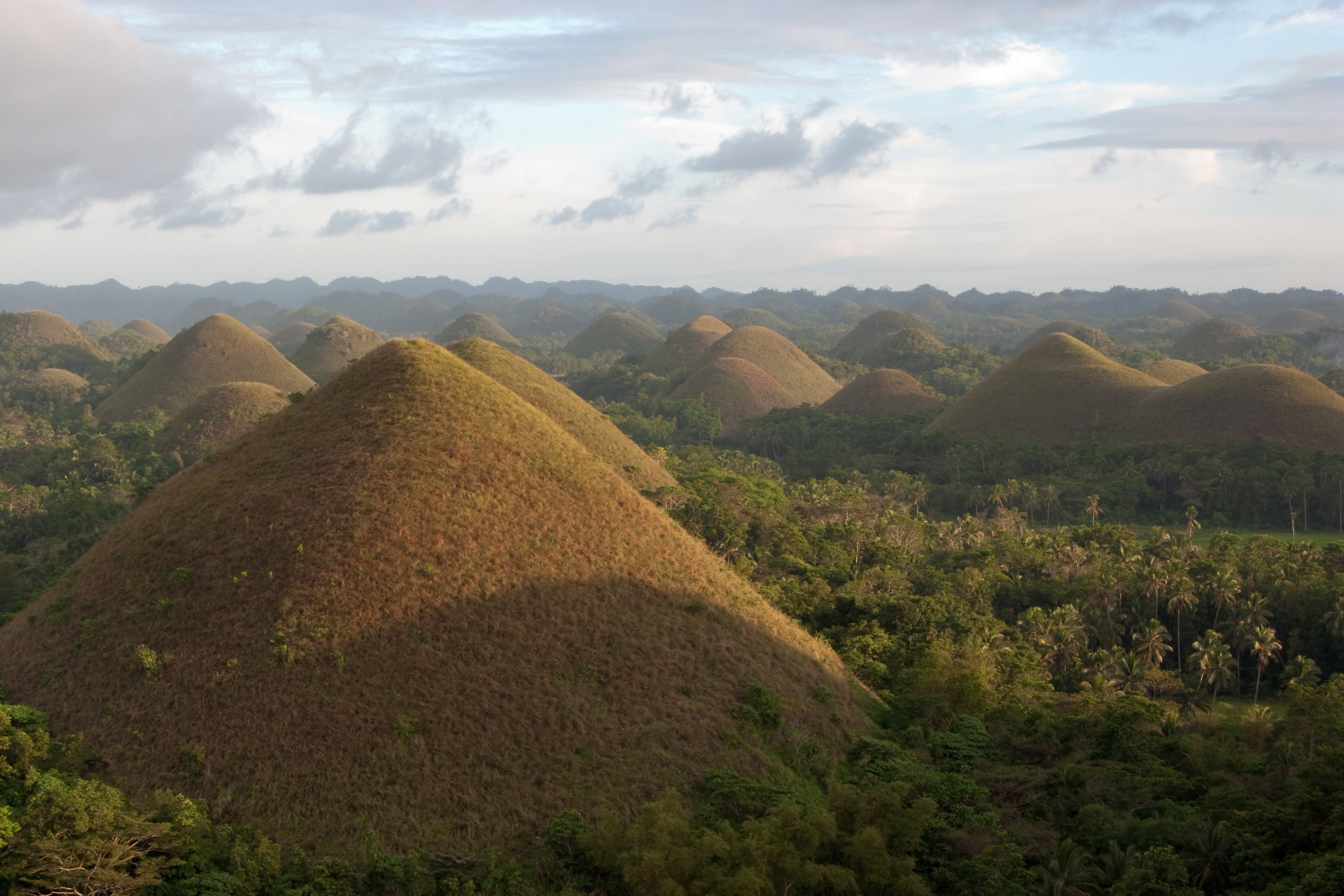
チョコレート・ヒルズ
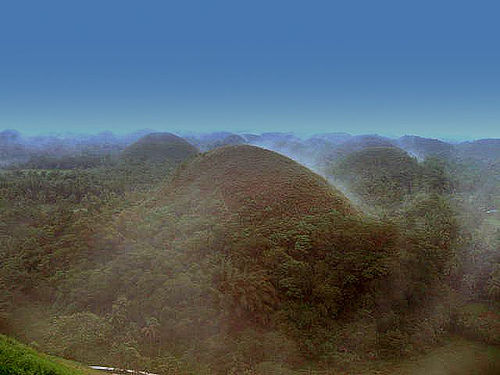
霧のチョコレート・ヒルズ
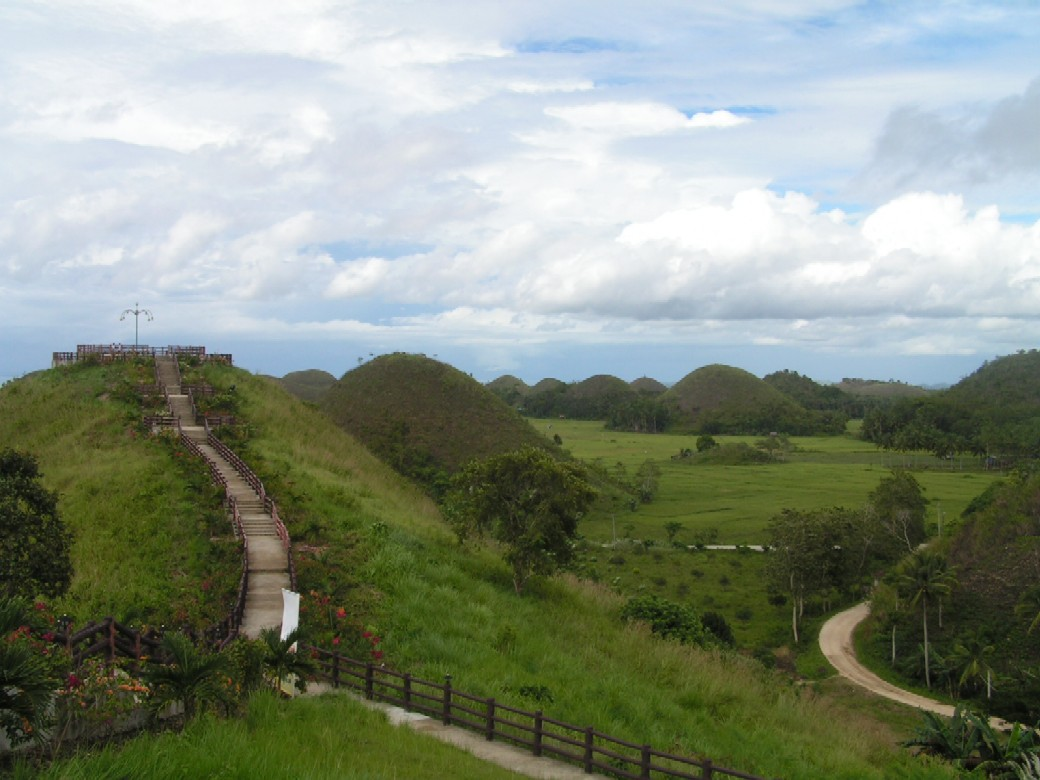
サグバヤン・ピークから見たチョコレート・ヒルズの眺め
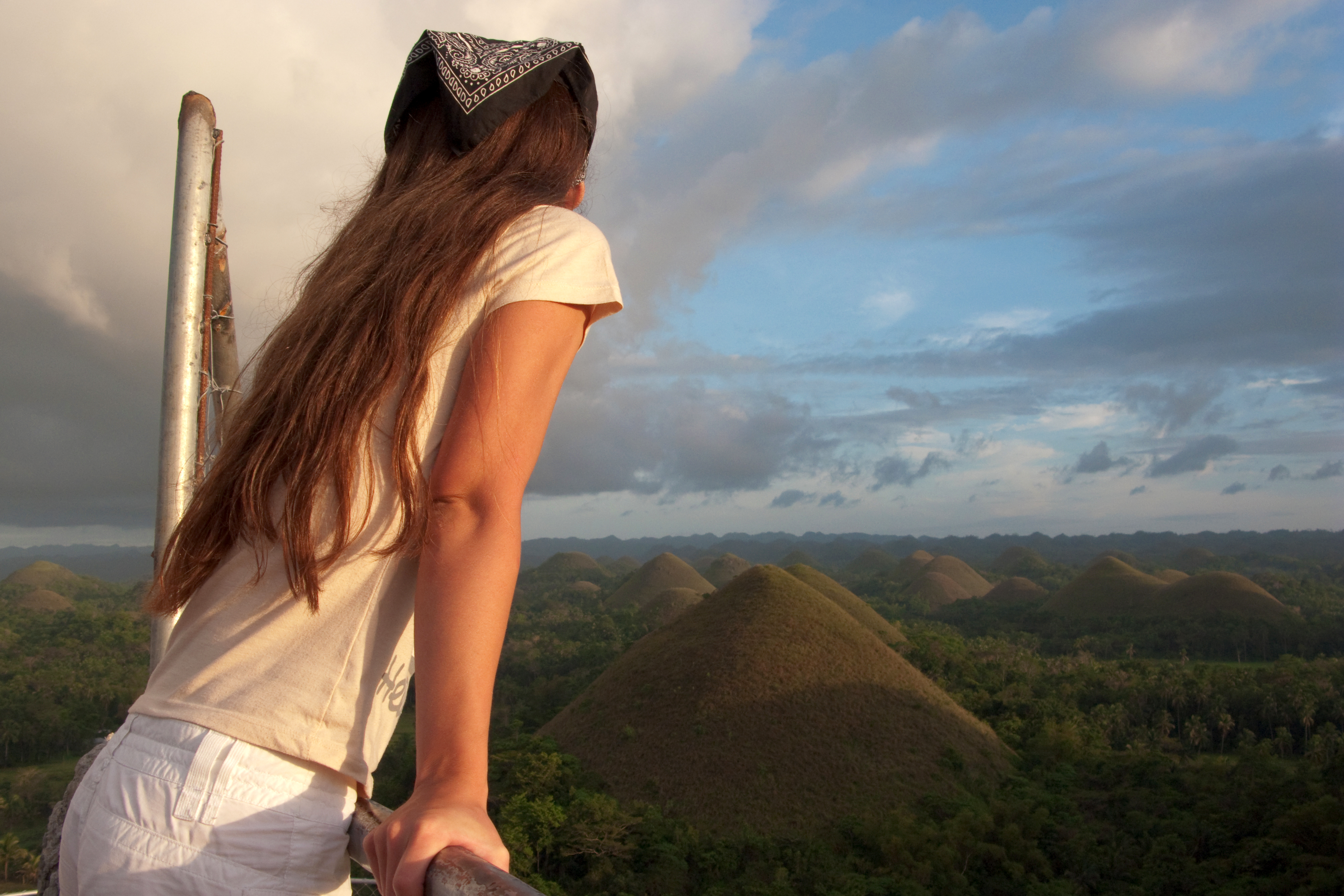
チョコレート・ヒルズ